# Saraceni
Saraceni je srednjovjekovni naziv za sve Arape (Fatimidi), a jedno vrijeme i sve muslimane.
Samo podrijetlo imena nije sasvim pouzdano utvrđeno, ali je moguće da potječe od imena Šarkijjun (arapski: Istočnjaci), kojim se nazivalo nomadsko pleme u pustinji istočne Arabije. Najraniji spomen Saracena se nalazi u Ptolomejevoj Geografiji (2. stoljeće), gdje se opisuje narod "Sarakena" koji živi u sjevernom području Sinaja, a dobili su ime po gradu Saraka koji se nalazi između Egipta i Palestine. Ptolomej također spominje narod sarakenoi koji živi u sjeverozapadnoj Arabiji.
U vrijeme križarskih ratova Saracenima su nazivani i ostali islamizirani narodi Sredozemlja. U užem značenju, Saraceni su oni Arapi koji su (prodirući iz sjeverne Afrike) zauzeli Maltu, Siciliju, Korziku, Sardiniju i Kalabriju te izvodili pljačkaške pohode sve do Alpa.